# أدين روس
أدين ديفيد روس (من مواليد 11 أكتوبر 2000) هو شخصية أمريكية على الإنترنت ومُذيع بث مباشر عبر الإنترنت. وهو معروف بتعاونه مع المشاهير وبثه المباشر لألعاب الفيديو إن بي أيه وجراند ثفت أوتو 5. سبق له البث المباشر على تويتش، والذي تم حظره منه بشكل دائم في عام 2023. وفي نفس العام، وقع صفقة مع Kick.

## النشأة
وُلِد أدين ديفيد روس لوالدين يهوديين في 11 أكتوبر 2000 في بوكا راتون بولاية فلوريدا. انتقل إلى مدينة نيويورك لفترة وجيزة من الزمن، لكنه قرر العيش في ثري ريفرز، كاليفورنيا.